# Omobranchus elegans
Omobranchus elegans es una especie de pez de la familia Blenniidae en el orden de los Perciformes.

## Morfología
• Los machos pueden llegar alcanzar los 6 cm de longitud total.

## Alimentación
Come algas y detritus.

## Reproducción
Es ovíparo.

## Hábitat
Es un pez de mar y de clima subtropical.

## Distribución geográfica
Se encuentra desde el sur del Japón hasta Corea y la península de shantung (China ).